# BMW Masters 2012
De BMW Masters 2012 liep van 25 tot en met 28 oktober, dat deel uitmaakte van de Europese PGA Tour 2012. Het toernooi vond plaats in Shanghai, China en werd gespeeld op de golfbaan van de Lake Malaren Golf Club.
Het toernooi is in 2012 uitgebreid tot 78 spelers. Er werd alleen vanaf de eerste tee gestart en iedere ronde worden de spelers opnieuw ingedeeld. Het totale prijzengeld steeg naar $ 7 miljoen.
De winnaar van het toernooi werd Peter Hanson uit Zweden, die eerder dat jaar het KLM Open won. Zijn prijzengeld voor 2012 steeg hierdoor boven de 2,5 miljoen euro uit. Hanson steeg na deze overwinning naar de 18de plaats p de wereldranglijst.

## Verslag

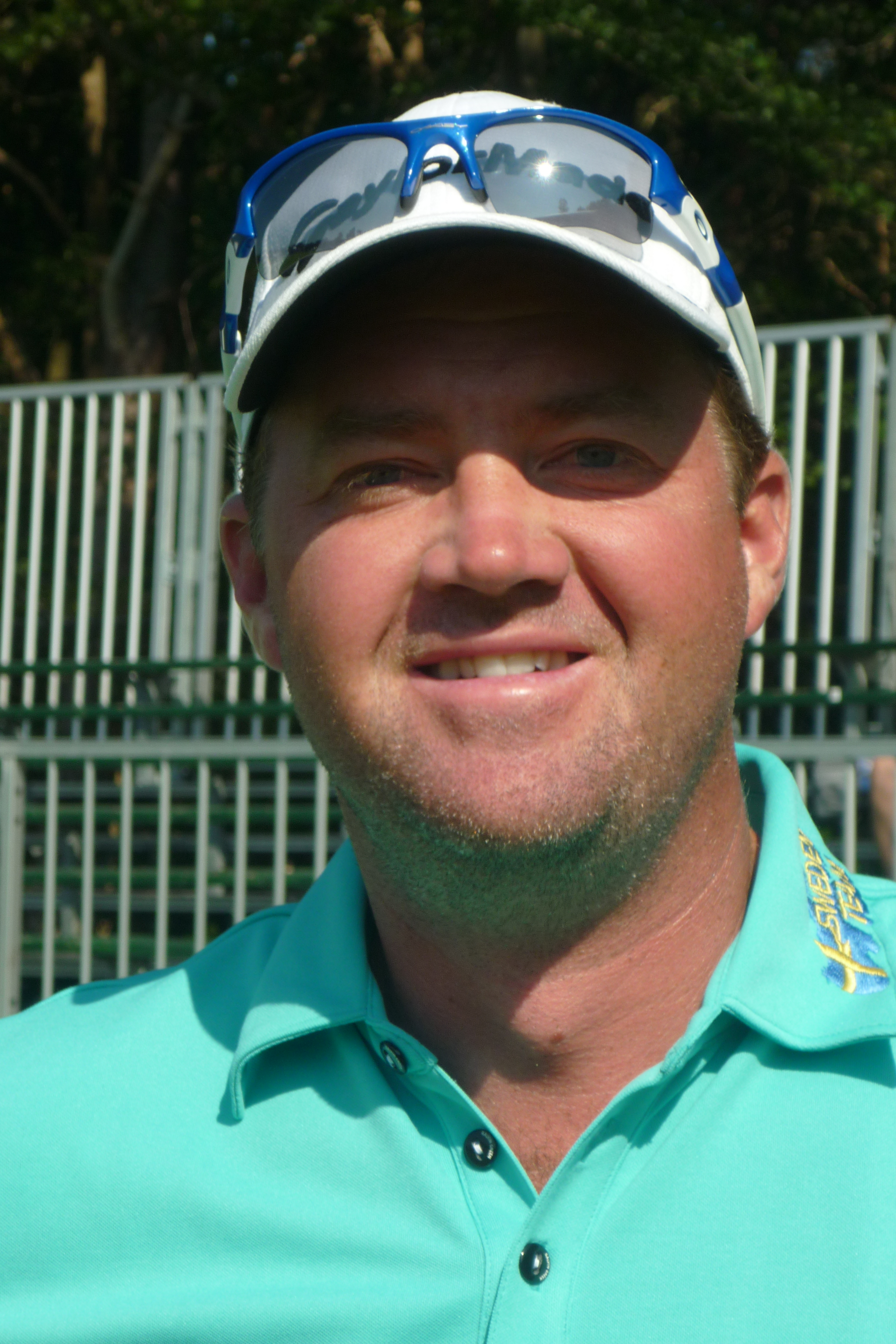
Peter Hanson, leider ronde 2, 3 en 4

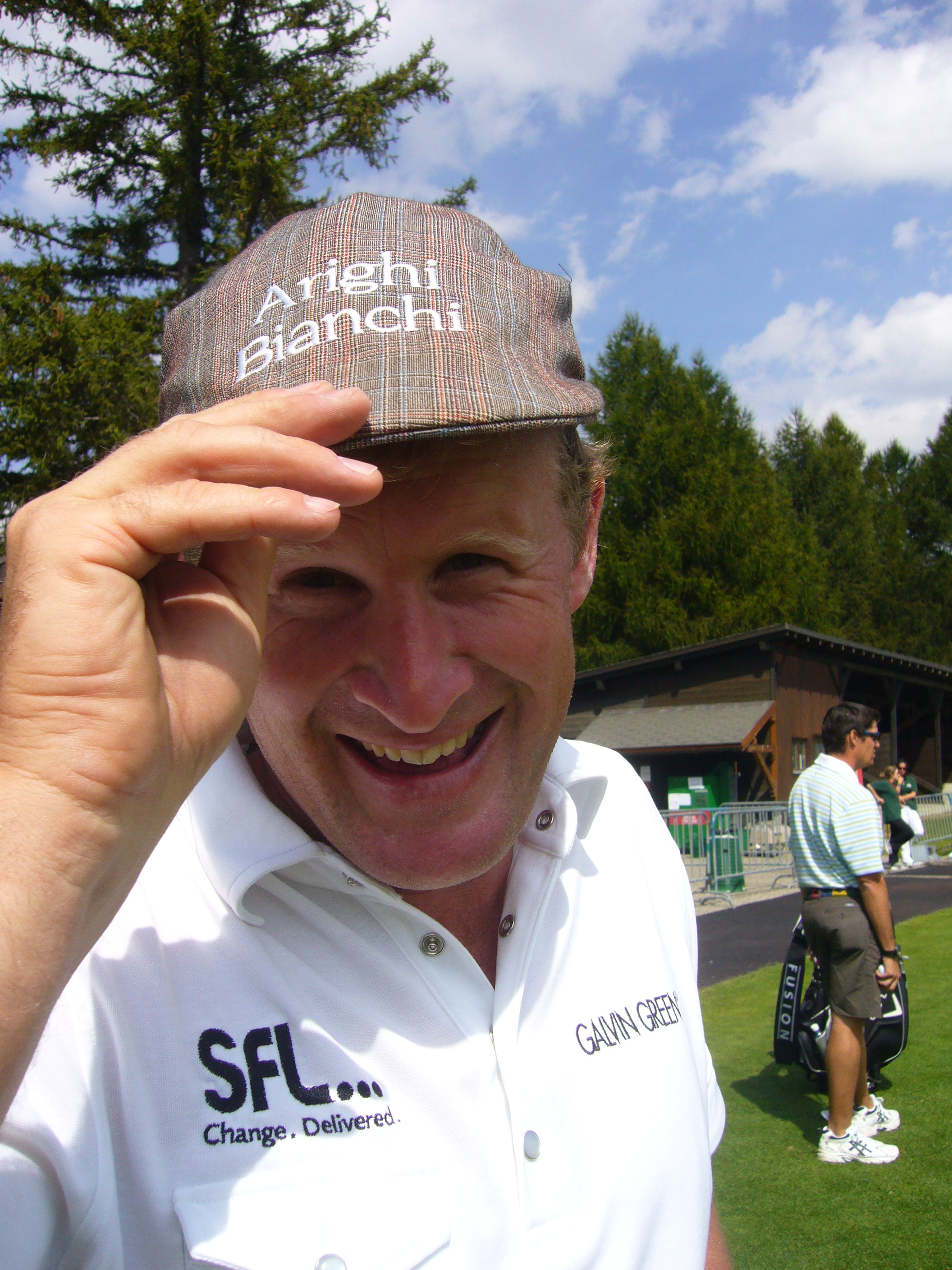
Toernooirecord voor Jamie Donaldson

Ronde 1
Jamie Donaldson vestigde in ronde 1 een toernooirecord van -10. De 2de plaats was voor Francesco Molinari en Peter Hanson met -6. 
Ronde 2
In ronde 2 speelden Donaldson en Hanson samen met Francesco Molinari in de laatste partij. Vanaf hole 8 stonden beiden gelijk op -10 en op hole 9 maakte Donaldson een bogey, waarna Hanson de leiding overnam. Molinari stond inmiddels op +4. McIlroy, die zijn titel kwam verdedigen en in partij voor hen speelde, was op hole 9 ook op -9 gekomen.
De beste score voor ronde 2 was -8 van Peter Hanson, die daarmee de leiding overnam, en van Robert Karlsson en Shane Lowry, die daarmee ongeveer 40 plaatsen in het klassement stegen.
Ronde 3
Joost Luiten speelde eindelijk een goede ronde. Door zijn score van -5 steeg hij ruim 20 plaatsen. Peter Hanson bleef aan de leiding, en McIlroy bleef nummer 2. De beste dagronde was een -7 van Thongchai Jaidee, de beste Chinees na ronde 3 is  Ashun Wu. 
Ronde 4
De vierde ronde bleef op naam van Peter Hanson staan, hoewel McIlroy tot op het laatst zijn best deed hem in te halen en de laatste vier holes in -3 speelde. Joost Luiten maakte weer een ronde van -7 en eindigde op de 26ste plaats.
- Scores

| Speler             | R1 | R1  | Nr  | R2 | R2 | R2  | Nr  | R3 | R3  | R3  | Nr  | R4 | R4 | R4  | Nr  |
| ------------------ | -- | --- | --- | -- | -- | --- | --- | -- | --- | --- | --- | -- | -- | --- | --- |
| Peter Hanson       | 66 | -6  | T2  | 64 | -8 | -14 | 1   | 70 | -2  | -16 | 1   | 67 | -5 | -21 | 1   |
| Rory McIlroy       | 67 | -5  | T4  | 65 | -7 | -12 | 2   | 69 | -3  | -15 | 2   | 67 | -5 | -20 | 2   |
| Shane Lowry        | 72 | par | T48 | 64 | -8 | -8  | T4  | 69 | -3  | -11 | T4  | 68 | -4 | -15 | 5   |
| George Coetzee     | 69 | -3  | T13 | 68 | -4 | -7  | T4  | 66 | -6  | -13 | 3   | 71 | -1 | -14 | T6  |
| Justin Rose        | 68 | -4  | T8  | 68 | -4 | -8  | T4  | 69 | -3  | -11 | T4  | 69 | -3 | -14 | T6  |
| Graeme McDowell    | 69 | -3  | T13 | 71 | -1 | -4  | T28 | 66 | -6  | -10 | T10 | 69 | -3 | -13 | T11 |
| Nicolas Colsaerts  | 69 | -3  | T13 | 68 | -4 | -7  | T4  | 69 | -3  | -10 | T10 | 70 | -2 | -12 | T14 |
| Jamie Donaldson    | 62 | -10 | 1   | 74 | +2 | -8  | T4  | 72 | par | -8  | T18 | 69 | -3 | -11 | T16 |
| Robert Karlsson    | 71 | -1  | T39 | 64 | -8 | -9  | 3   | 75 | +3  | -6  | T24 | 68 | -4 | -10 | T20 |
| Ashun Wu           | 71 | -1  | T39 | 70 | -2 | -3  | T41 | 69 | -3  | -6  | T27 | 69 | -3 | -9  | 25  |
| Joost Luiten       | 73 | +1  | T57 | 73 | +1 | +2  | T61 | 67 | -5  | -3  | T40 | 67 | -5 | -8  | T26 |
| Francesco Molinari | 66 | -6  | T2  | 74 | +2 | -4  | T28 | 73 | +1  | -3  | T40 | 70 | -2 | -5  | T35 |

| Leider |  | Toernooirecord |  | MC = missed cut = cut gemist |
| ------ |  | -------------- |  | ---------------------------- |

78 spelers
| - Thomas Aiken - Sang-moon Bae - Rich Beem - Rafa Cabrera Bello - Michael Campbell - Paul Casey - Shiv Chowrasia - Darren Clarke - George Coetzee - Nicolas Colsaerts - Luke Donald - Jamie Donaldson - Simon Dyson - Gonzalo Fz-Castaño - Oliver Fisher - Ross Fisher - Branden Grace - Richard Green - Todd Hamilton - Anders Hansen - Peter Hanson | - Michael Hoey - David Horsey - Thongchai Jaidee - Miguel Angel Jiménez - Richard S Johnson - Robert Karlsson - Martin Kaymer - Simon Khan - Søren Kjeldsen - Pablo Larrazábal - Paul Lawrie - Thomas Levet - Tom Lewis - Shane Lowry - Joost Luiten - David Lynn - Matteo Manassero - Graeme McDowell - Rory McIlroy - Paul McGinley | - Shaun Micheel - Edoardo Molinari - Francesco Molinari - Alexander Norén - Thorbjørn Olesen - Louis Oosthuizen - Ian Poulter - Alvaro Quiros - Richie Ramsay - Robert Rock - Andrés Romero - Justin Rose - Charl Schwartzel - Marcel Siem - Jeev Milkha Singh - Mike Weir - Lee Westwood - Bernd Wiesberger - Danny Willett - Y.E. Yang | Invitaties - John Daly - Henrik Stenson - José María Olazabal Nationale Order of Merit - Mu Hu - Wen-yi Huang - Yongle Huang - Daxing Jin - Hao-tong Li - Wenchong Liang - Sang-hyun Park - Dong Su - Chi-huang Tsai - Ashun Wu - Wei-huang Wu - Hao Yuan - Lian-wei Zhang - Xin-jun Zhang |